# Rhantus plantaris
Rhantus plantaris är en skalbaggsart som beskrevs av Sharp 1882. Rhantus plantaris ingår i släktet Rhantus och familjen dykare. Inga underarter finns listade i Catalogue of Life.